# Bathyhippolyte yaldwyni
Bathyhippolyte yaldwyni är en kräftdjursart som beskrevs av Hayashi och Miyake 1970. Bathyhippolyte yaldwyni ingår i släktet Bathyhippolyte och familjen Hippolytidae. Inga underarter finns listade i Catalogue of Life.